# Polarimetrija
Polarimetrija je merenje i interpretacija polarizacije transverzalnih talasa, najčešće elektromagnetih talasa, kao što su radio ili svetlosni talasi. Tipično se polarimetrija izvodi na elektromagnetnim talasima koji su prošli kroz, i koji su reflektovani, refraktovani, ili difraktovani nekim materijalom da bi se karakterisao taj objekat.
Polarimetar je osnovni naučni instrument koji se koristi za polarimetrijska merenja. Ovaj termin retko koristi za opisivanje polarimetrijskog procesa uz pomoć računara, kao što je slučaj kod polarimetrijskog radara sa sintetičkom aperturom.
Polarimetrija tankog filma ili površina je poznata kao elipsometrija.
Polarimetrija se može koristiti za merenje niza optičkih osobina materijala, kao što su linearna birefringencija, circularna birefringencija (takođe poznata kao optička rotacija, ili optička rotaciona disperzija), linearni dihroizam, cirkularni dihroizam i rasejanje.
Za merenje ovih osobina dizajniran je niz polarimetara. Neki su arhaični, dok su drugi u upotrebi. Najsenzitivniji polarimetri su bazirani na interferometrima, dok su konvencionalniji polarimetri bazirani na sklopu polarizacionih filtera, talasnih ploča i drugih uređaja.
Polarimetrija može da obuhvata računarsku analizu talasa. Na primer, radari često uzimaju u obzir polarizaciju talasa u post-procesovanju da bi poboljšali karakterizaciju cilja. U tom slučaju, polarimetrija se može koristiti za procenjivanje fine teksture materijala, kao i pomoć u rešavanju orijentacije malih struktura cilja.

## Merenje optičke rotacije
Optički aktivni uzorci, kao što su rastvori hiralnih molekula, često manifestuju cirkularnu birefringenciju. Cirkularna birefringencija uzrokuje rotaciju ravni polarizacije polarizovane svetlosti dok ona prolazi kroz uzorak.
U običnoj svetlosti, vibracije se javljaju u svim ravnima normalnim na pravac kretanja. Kad svetlost prođe kroz Nikolovu prizmu onda se vibracije u svim pravcima osim pravca ose prizme uklone. Svetlost izlazi iz prizme polarizovana u ravni, zato što se njene vibracije odvijaju u jednom pravcu. Ako se dve Nilolove prizme postave tako da su njihove ravni polarizacije međusobno paralelne, onda će svetlosni zrak koji izlazi iz prve prizme proći kroz nju. Ako se druga prizma rotira za ugao od 90°, onda se svetlost koja izlazi iz prve prizme zaustavlja drugom prizmom. Prva prizma se obično naziva polarizator, a druga prizma je analizator.
Jednostavan polarimetar za merenje ove rotacije se sastoji od dugačke cevi sa krajevima od ravnog stakla, u koju se stavlja uzorak. Na svakom kraju cevi je Nikolova prizma, ili polarizator neke druge vrste. Svetlost se propušta kroz cev, i prizma na drugom kraju, koja je učvršćena za okular, se rotira da bi se izmerila oblast potpune osvetljenosti, ili polu-taman polu-svetao region, ili region potpune tame. Ugao rotacije se zatim čita sa skale. Isti fenomen se može primetiti nakon ugla od 180°. Specifična rotacija se može izračunati iz ugla. Temperatura može da ima uticaja na rotaciju svetlosti, te se taj faktor treba uzeti u obzir u kalkulaciji.
{\displaystyle [\alpha ]_{[}\lambda ]^{T}=100\alpha /lc\,\!}
gde:
- [α]λT je specifična rotacija.
- T je temperature.
- λ je talasna dužina svetlosti.
- α je ugao rotacije.
- l je dužina cevi polarimetra.
- c je koncentracija rastvora.

## Spoljašnje veze
- „Polariskop”. Архивирано из оригинала 21. 11. 2008. г.
- „NanoCharM”. Архивирано из оригинала 12. 03. 2008. г.